# 薩爾特島

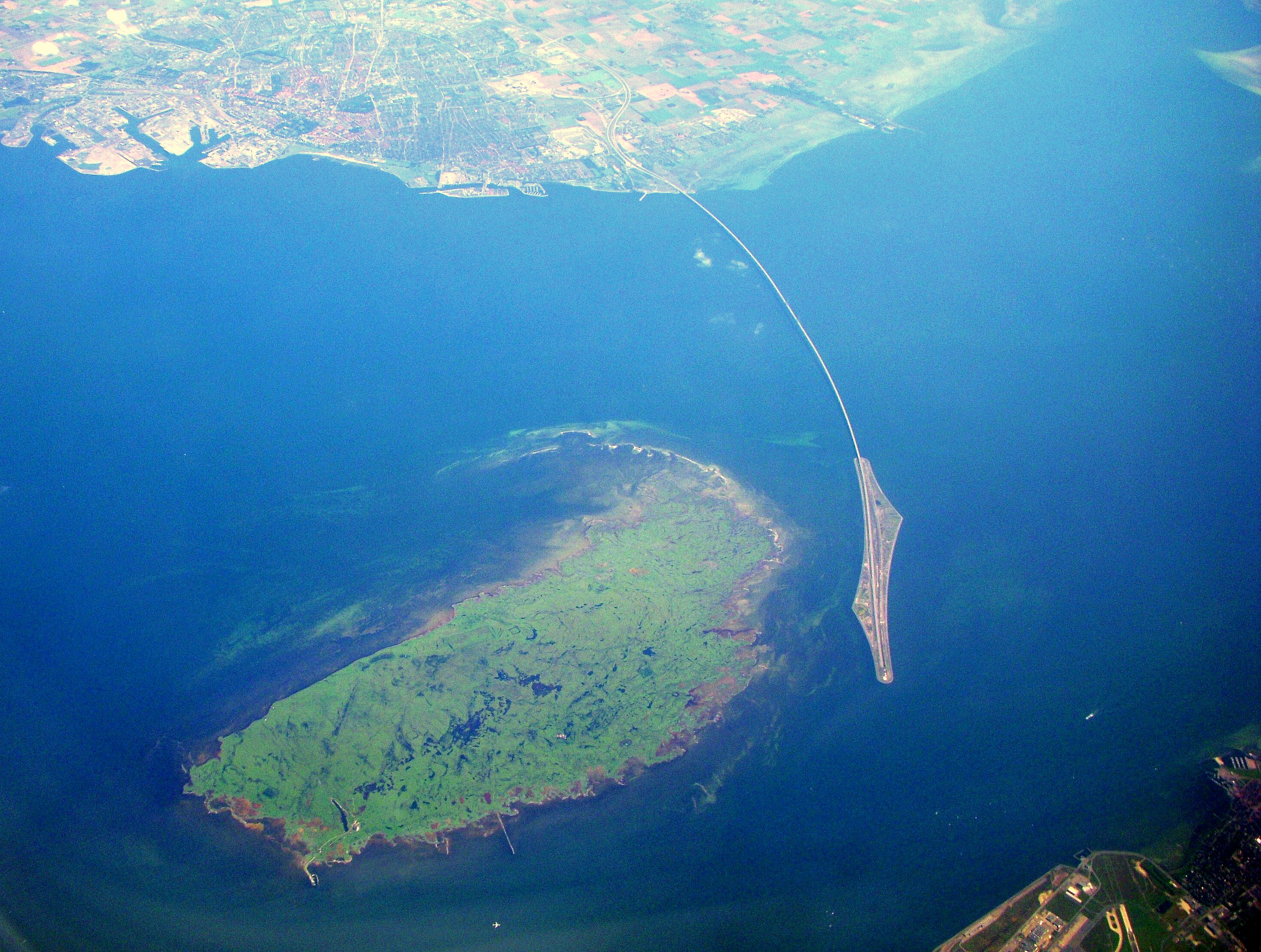

薩爾特島（丹麥語：Saltholm Ø，中文意译为“盐岛”）是丹麥的島嶼，位於厄勒海峽，由首都大區負責管轄，長7公里、寬3公里，面積16平方公里，最高點海拔高度5公尺，2008年居民僅5人。
55°38′N 12°46′E / 55.633°N 12.767°E